# Betouel

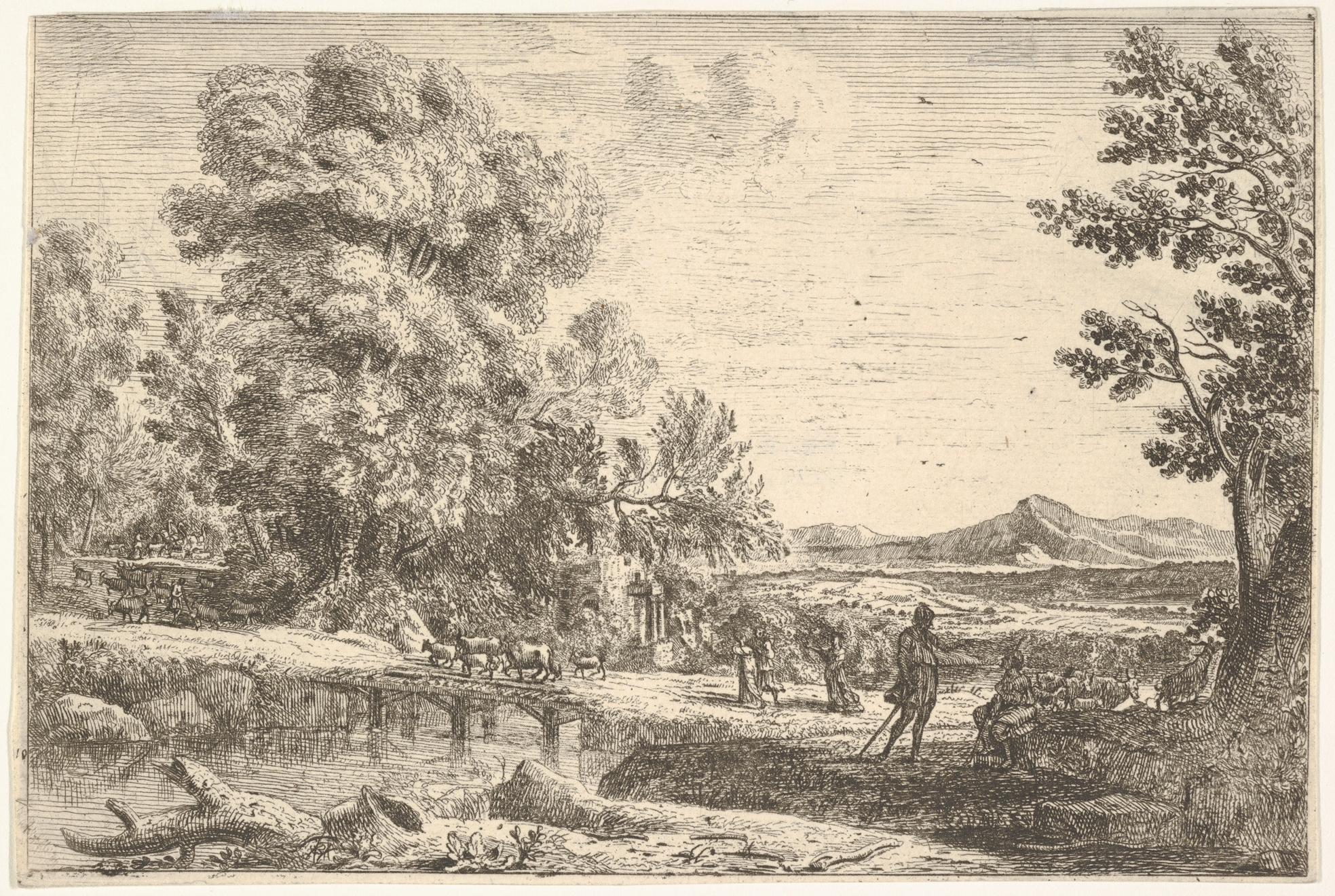
Eliezer et Rebecca prenant congé de son père, Betouel.Gravure de Claude Gallée (Lorrain) vers 1640 - Metropolitan Museum of Arts, New-York

Betouel (en hébreu : בתואל) est un personnage de la Torah, de l'Ancien Testament et du Coran.
Il est l'un des fils de Nahor (frère d'Abraham) et de Milka (la fille de Haran, le frère de Nahor et Abraham). Il est le père de Laban et Rébecca

## Récit biblique
Lors de la rencontre de Rébecca avec Éliézer de Damas le serviteur d'Abraham, Flavius Josèphe lui fait dire que son père Betouel est mort. C'est contraire au récit biblique où Betouel le père de Rébecca est toujours vivant après cette rencontre et avant de manger. Un midrash dit que Betouel meurt en mangeant le plat empoisonné préparé par Laban pour le serviteur d'Abraham. Dans le récit biblique Betouel n'apparaît plus après ce repas: Laban le frère de Rébecca et la mère de Rébecca demandent au serviteur d'Abraham de rester encore au moins dix jours mais le serviteur d'Abraham n'accepte pas et ils bénissent Rébecca lorsqu'elle part.

## Liens vers le récit biblique
- Gn 24:15 - Il n'avait pas fini de parler que sortait Rébecca, qui était fille de Bétouel, fils de Milka, la femme de Nahor, frère d'Abraham, et elle avait sa cruche sur l'épaule.
- Gn 24:24 - Elle répondit : Je suis la fille de Bétouel, le fils que Milka a enfanté à Nahor.